# Site naturel protégé de la Boucherette
Le site naturel de La Boucherette, situé en Haut-Mâconnais, sur le territoire de la commune de Lugny, au nord-ouest du hameau de Collongette, est un site naturel protégé de 104 hectares que gère la direction régionale de l’Environnement de Bourgogne.
C'est l'un des huit sites gérés en Saône-et-Loire par le Conservatoire d'espaces naturels de Bourgogne. Il eut longtemps Renée Conry, professeur de sciences naturelles au collège public « Victor Hugo » de Lugny et membre du Conservatoire des sites naturels bourguignons (rebaptisé depuis Conservatoire d'espaces naturels de Bourgogne), pour conservatrice bénévole. Son époux, Daniel Conry, en est l'actuel conservateur bénévole.
La Boucherette a été retenue en 2010 pour figurer, avec 31 autres sites bourguignons, dans le réseau « Découvertes nature en Bourgogne ».

## Statut
Le site a été érigé au milieu des années 80 en Zone naturelle d'intérêt écologique, faunistique et floristique (ou Znieff, zones ayant pour objectif la connaissance permanente, aussi exhaustive que possible, des espaces naturels dont l'intérêt repose soit sur l'équilibre et la richesse de l'écosystème soit sur la présence d'espèces de plantes ou d'animaux rares et menacées).
En 1982, le ministère de l'Environnement avait demandé à des scientifiques de repérer des milieux naturels remarquables. La Société d'histoire naturelle d'Autun avait été chargée de prospecter en Haut-Mâconnais et en Tournugeois, et plusieurs sites avaient retenu l'attention de cette société savante : les bois et pelouses de Charvençon sur Lugny mais aussi la Combe de Fond-Loup à Martailly-lès-Brancion et le bois de la Montagne sur les communes de Bissy-la-Mâconnaise, de Saint-Gengoux-de-Scissé et d'Azé.
Cette Znieff de type I, intitulée « Bois et pelouses de Charvençon », est classée sous le numéro régional : n° 00083312.
En 2016, les limites du site naturel protégé ont été réajustées et le site s'est étendu en direction du nord-ouest, sur le territoire de la commune de Cruzille, comme l'indique le nom donné à sa nouvelle emprise : « Bois et pelouses de Charvençon, roche Sainte-Geneviève et barres de Sagy ».

## Gestion

Plusieurs interlocuteurs sont chargés de la gestion de ce site naturel : 
- le Conservatoire d'espaces naturels de Bourgogne (CENB, ancien Conservatoire des sites naturels bourguignons) pour l'aspect scientifique (recensement régulier de la flore en des endroits précis du site pour en suivre l'évolution) ;
- la communauté de communes du Mâconnais-Tournugeois (et, antérieurement, la communauté de communes du Haut-Mâconnais puis la communauté de communes du Mâconnais-Val de Saône) pour l'aspect financier (signalétique, pose de clôtures, etc.) ;
- une équipe de bénévoles appuyée par le CENB pour l'entretien[3].

## Ouverture au public

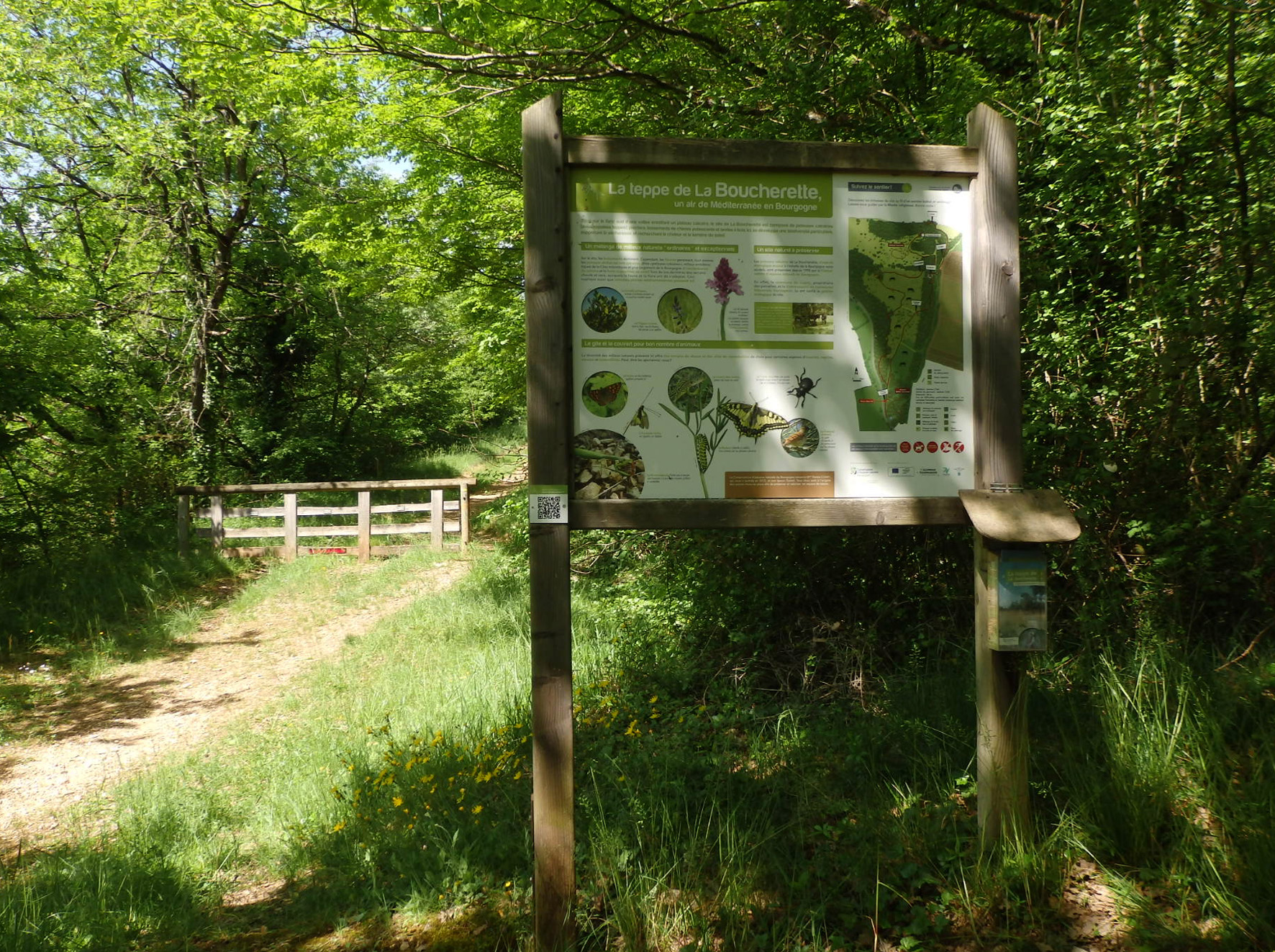
Le panneau explicatif accueillant les visiteurs à l'entrée du site naturel protégé de la Boucherette.

L'idée de la création d'un « sentier nature à vocation botanique et pédagogique » remonte à 1996, et résulte d'une visite du site effectuée par le botaniste et ornithologue Loïc Gasser, spécialiste ressource du conseil général de Saône-et-Loire. Les principaux travaux d'aménagement ont été réalisés au cours de 1999 et début 2000, par des bénévoles assistés d’employés de la communauté de communes du Haut-Mâconnais : repérage du tracé du circuit balisé, travaux de terrassement (arrachage de portions de buis), fauchage de la « grande teppe », déboisement du point panoramique, installation d'une barrière d'accès et de bancs, pose de la signalétique (panneau d'accueil ; quatre panneaux « biotope » dédiés à la pelouse calcaire, à la carrière, au pierrier et à la forêt ; une cinquantaine de panonceaux portant sur les espèces végétales ; fléchage...), etc. 

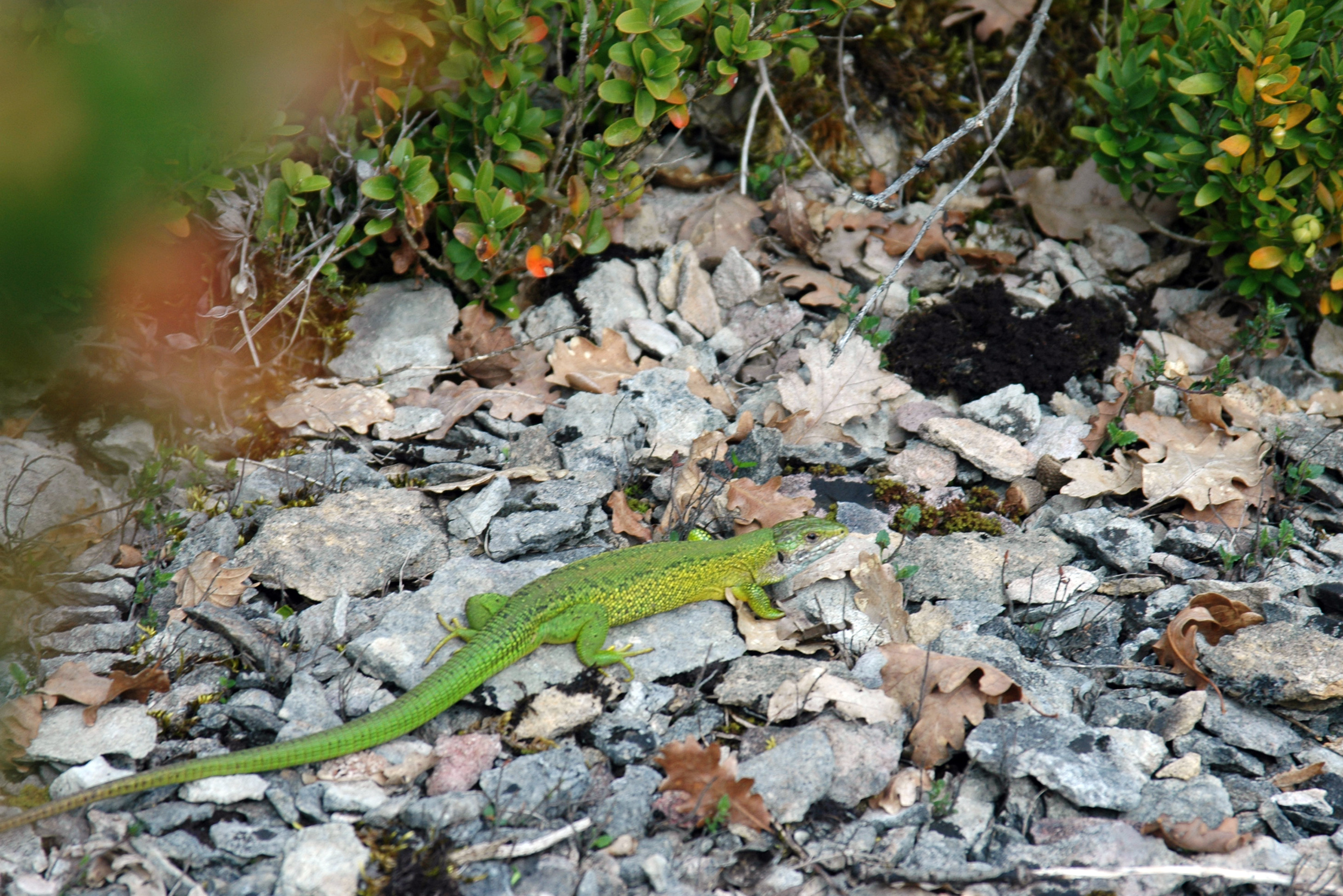
Parmi les animaux dont la Boucherette est le refuge figure le lézard vert, dit aussi « lézard à deux raies ».

« Abandonnés, ces différents milieux ont été colonisés spontanément par une cinquantaine d'espèces d'arbres et d'arbustes signalés par des panonceaux. Si leur diversité est étonnante, la propension de certains buissons (dont les buis, les pruneliers, etc.) à se multiplier rapidement représentait une menace pour la pelouse qui se refermait rapidement. La communauté de communes du Haut-Mâconnais, la commune de Lugny et le Conservatoire des sites naturels bourguignons sont convenus de préserver ce milieu ouvert. Des buis ont été arrachés, jusqu'au "murger" qui limitait le haut des vignes. La "teppe" a été fauchée. Au-dessus de la corniche calcaire, des buis ont été coupés, ce qui dégage un point de vue qui s'étend des contreforts du Massif central aux Alpes en survolant les monts du Mâconnais et la vallée de la Saône. » rapporte Le Sabot de Vénus, revue du Conservatoire des sites naturels bourguignons, dans son numéro 14 de septembre 2000.   
Depuis l’inauguration des lieux le 3 juin 2000, le site de La Boucherette a attiré en moyenne 1 000 visiteurs par an : essentiellement des promeneurs amateurs de patrimoine naturel mais aussi des botanistes, des photographes ainsi que des écoliers et collégiens.
Fin 2020, le Conservatoire d'espaces naturels de Bourgogne a équipé le site naturel d'une signalétique nouvelle, dans l'objectif de mieux répondre aux exigences des visiteurs. Celle-ci permet, notamment, de mettre en valeur :
- sur les corniches calcaires, très ensoleillées, le silène d’Italie et l’œillet sylvestre ;
- dans les ourlets forestiers, le géranium sanguin et la phalangère à fleurs de lis ;
- sous la chênaie pubescente, les buis, la coronille émérus et le limodore (ces deux derniers étant protégés en Bourgogne)[5].

## Description

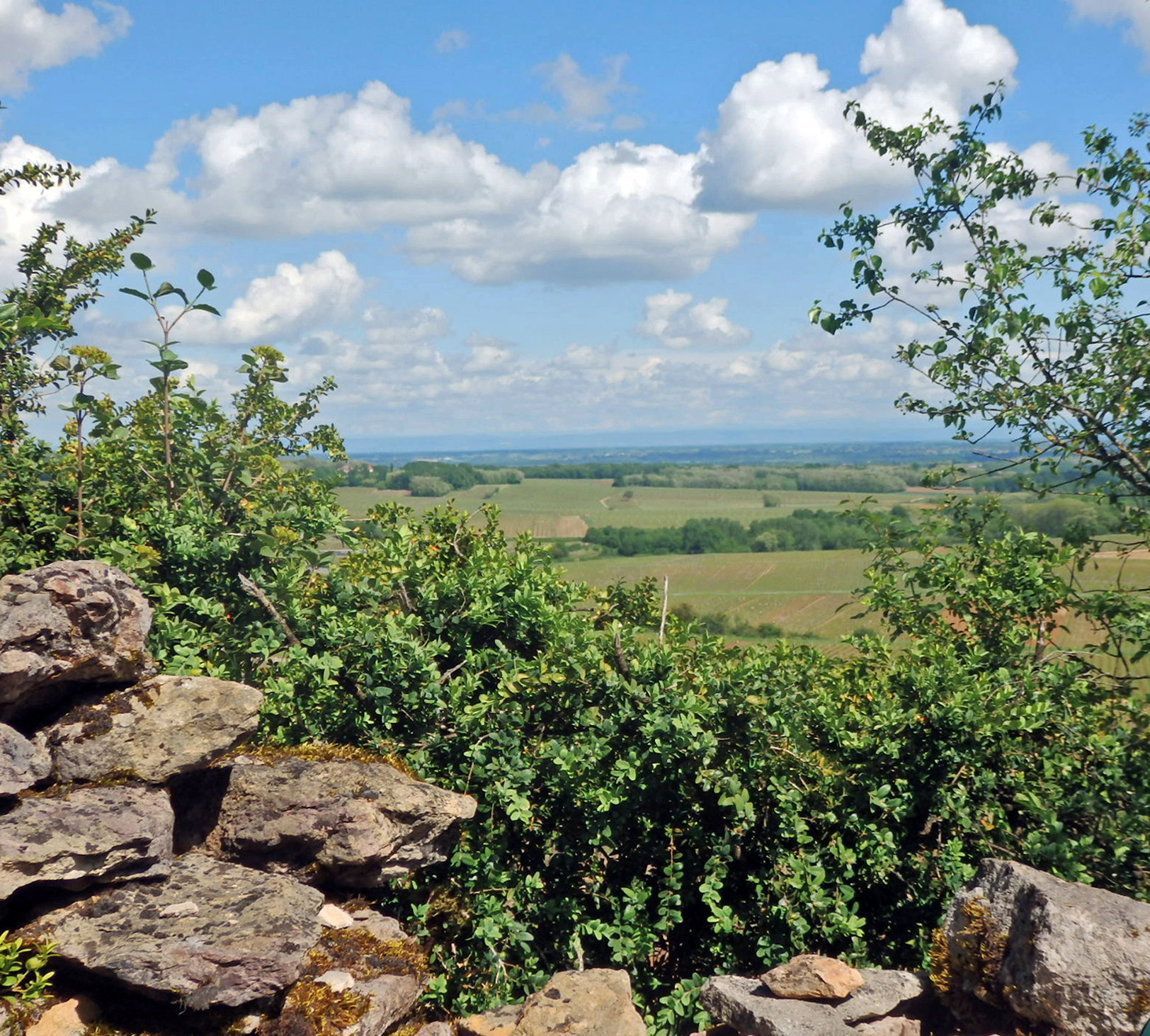
La vue depuis La Boucherette, vers les vignobles de Lugny (Les Charmes, Les Genièvres) et le Val de Saône.

Longtemps pâturage communal après avoir été plantée en vigne jusqu’à l’apparition du phylloxéra dans les années 1880, la Boucherette, implantée sur le versant sud du bois de Charvençon, sur le flanc d'une vallée entaillant un plateau calcaire, a été aménagée, après trois années de préparation. Le site se découvre en effet, depuis juin 2000, en empruntant un sentier nature et découverte balisé réservé aux piétons, qui a été équipé de panneaux permettant la découverte d'une faune et d'une flore remarquables.
Ce site remarquable est caractérisé par une végétation réclamant des conditions chaudes et sèches, ainsi qu’un sous-sol calcaire : chênaie pubescente, lande à buis et pelouse calcaire sèche (ou « teppe »). 
On y trouve une ancienne « lavière » – d’où l’on extrayait autrefois ces pierres plates utilisées pour couvrir certaines toitures – ainsi qu’une carrière qui, ouverte au milieu du XVIIIe siècle, servit notamment dans les années 1920 à la construction des bâtiments de la cave coopérative de Lugny.
Le parcours balisé conduit notamment à un belvédère dont l’altitude de 318,71 mètres est attestée par une borne géodésique en granit de l’IGN posée en 1943/1945 et d’où la vue est imprenable sur le bourg de Lugny, les hameaux de Collongette et de Vermillat et Burgy ainsi que, en direction de l'est, sur le Val-de-Saône et la Bresse et, en direction de Cruzille, sur le vallon de l’Ail.

## Flore

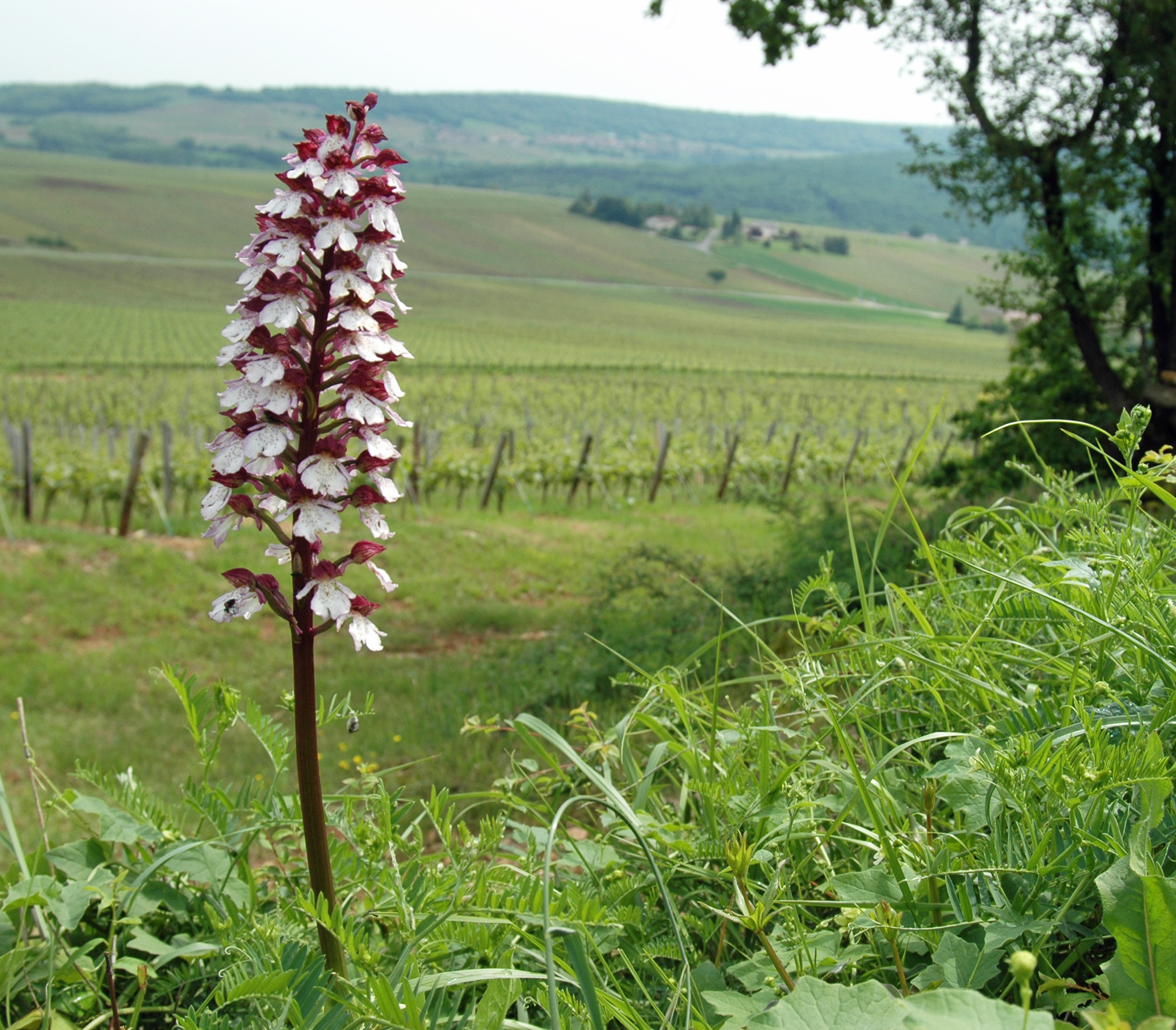
L'une des nombreuses variétés d'orchidées sauvages poussant sur le site naturel protégé.

Une douzaine d'orchidées de type orchis (militaire, pourpre, pyramidal, moucheron…) et ophrys (mouche, bourdon…) peuvent être admirées sur le site (floraison en mai et juin).

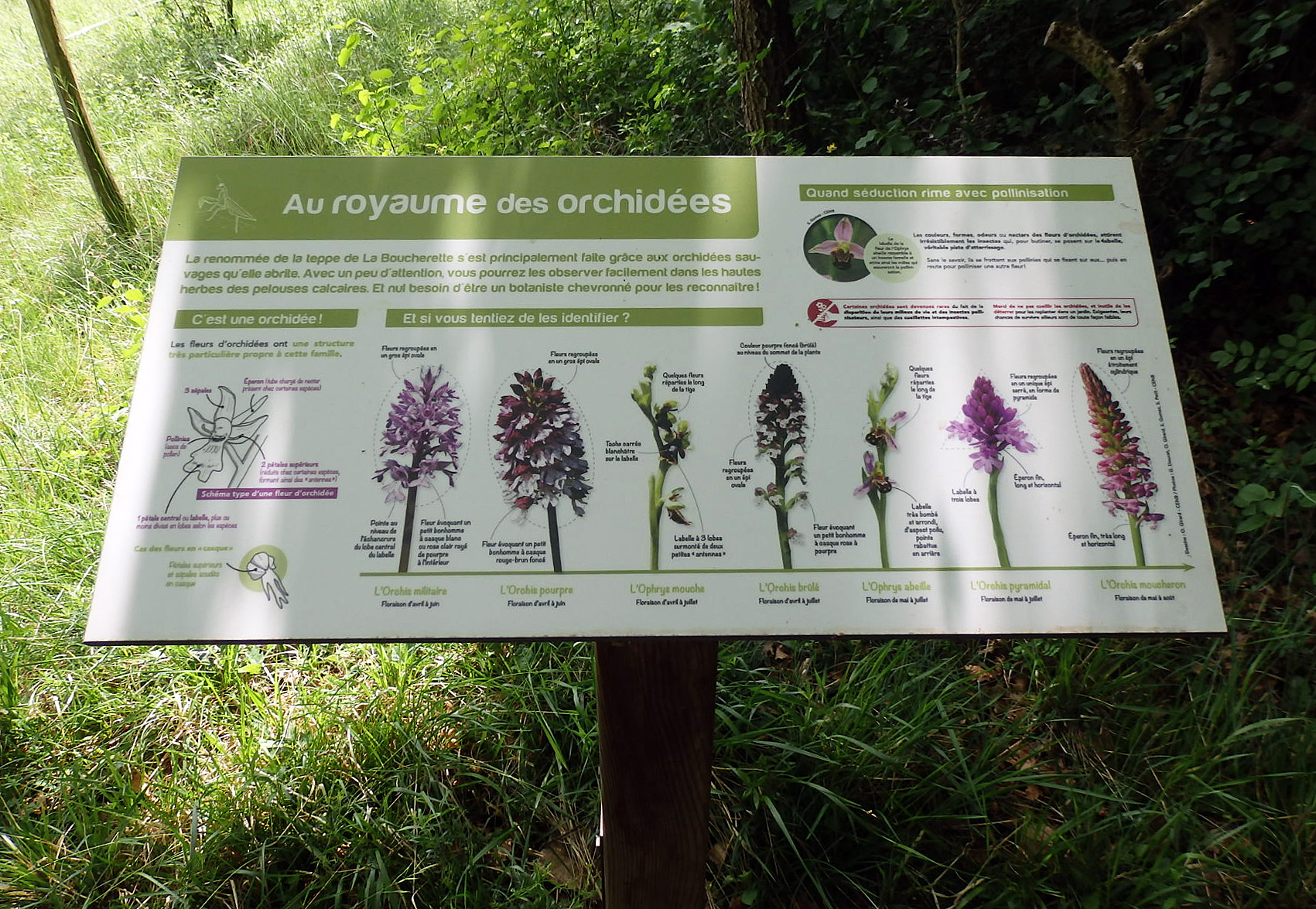
L'un des panneaux explicatifs installés en 2021 par le Conservatoire d'espaces naturels de Bourgogne pour renseigner sur la faune et la flore du site naturel protégé.

Une cinquantaine d'espèces d'arbres – le chêne pubescent étant dominant – et d'arbustes ont été recensées, panonceaux à l’appui, et caractérisent cette lande calcaire avec chênaie pubescente. Parmi les principales espèces figurent l'érable (à feuilles d'obier et champêtre), le saule (cassant et marsault), le noyer, le frêne (commun, oxyphylle et à fleurs), le prunellier, le pin (sylvestre, noir d'Autriche et laricio de Corse), le bouleau verruqueux, le merisier, le noisetier, le troène, le hêtre, le charme et la charmille, le cèdre de l'Atlas, le cerisier de Sainte-Lucie, le tilleul à petites feuilles, le châtaignier et le marronnier.
Peuplent aussi le site de La Boucherette des variétés moins « communes » (telles le cornouiller, la coronille arbrisseau, la clématite vigne-blanche, le cytise, le fusain d'Europe, le chèvrefeuille des buissons, l'épine-vinette, le nerprun purgatif, l'aubépine monogyne, le sorbier domestique, la viorne lantane, l'alisier – terminal et blanc –, le genévrier commun, le genêt poilu) et des arbres fruitiers poussant à l'état sauvage : pommier, poirier commun, prunier myrobolan, etc. 
Le buis, particulièrement bien implanté sur le site, subit, quant à lui, les assauts de la pyrale du buis depuis plusieurs années, modifiant l'aspect général du site.

## Faune

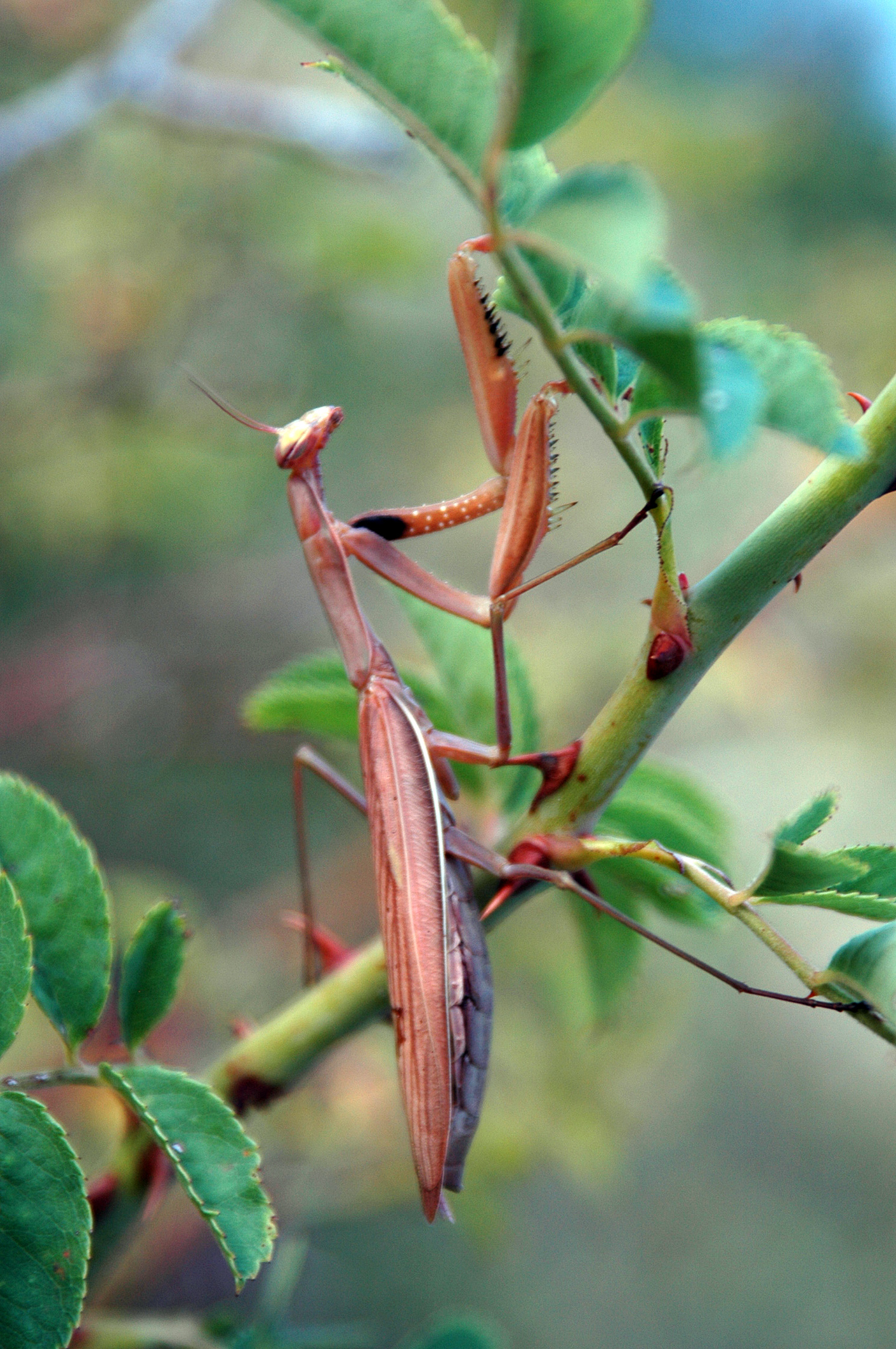
Mante religieuse photographiée lors d'une visite du site naturel.

En plus du lézard vert et de la mante religieuse, le site est le refuge de très nombreux oiseaux. 
La Boucherette constituait encore il y a quelques années, avant l’accélération du réchauffement climatique, la limite nord de l’aire de répartition de la petite cigale montagnarde. On a récemment pu y voir une cigale commune.
Depuis de nombreuses années, des chevaux et des ânes sont parqués sur le site pour éviter que la teppe ne s'enfriche (le site étant divisé en cinq parcelles).

## Toponymie
La Boucherette a donné son nom à l'une des rues desservant les maisons du hameau de Collongette (rue de La Boucherette).